# Tevž Grögl
Tevž Grögl es un deportista esloveno que compitió en tiro con arco, en la modalidad de arco compuesto. Ganó una medalla en el Campeonato Europeo de Tiro con Arco al Aire Libre de 2002 y dos medallas en el Campeonato Europeo de Tiro con Arco en Sala de 2002.

## Palmarés internacional
| Campeonato Europeo al Aire Libre | Campeonato Europeo al Aire Libre | Campeonato Europeo al Aire Libre | Campeonato Europeo al Aire Libre |
| Año                              | Lugar                            | Medalla                          | Prueba                           |
| -------------------------------- | -------------------------------- | -------------------------------- | -------------------------------- |
| 2002                             | Oulu (Finlandia)                 | Medalla de plata                 | Equipo                           |
| Campeonato Europeo en Sala       |                                  |                                  |                                  |
| Año                              | Lugar                            | Medalla                          | Prueba                           |
| 2002                             | Ankara (Turquía)                 | Medalla de oro                   | Individual                       |
| 2002                             | Ankara (Turquía)                 | Medalla de bronce                | Equipo                           |